# Мішель Крозьє
Міше́ль Крозьє́ (фр. Michel Crozier; нар. 6 листопада 1922 — пом. 24 травня 2013) — французький соціолог, письменник, засновник школи організації у Франції.
Закінчив ліцей у Ванве, потім філолого-юридичний факультет в Парижі. Став відомим після виходу книги «Бюрократичний феномен». Засновник і директор Центру соціології організацій в Парижі, який з 1976 р. відомий як Національний центр наукових досліджень.
У своїй теорії реформування суспільства він відстоює нову логіку перетворень, виходячи з реалій постіндустріальних суспільств. Він робить акцент на людських соціальних аспектах розвитку суспільства і обґрунтовує необхідність нового підходу до використання людських ресурсів через «обережну» стратегію «навчання» індивідів новій поведінці і новим моделям їх взаємовідносин в соціальному просторі.

## Методологія розуміння суспільства
Предметом дослідження є «соціальна дія».
У сучасній соціологічній літературі виділяють два головних напрямки дослідження теорій соціальної дії. Представники першого — від суспільства через взаємодію до індивіда (Д. Міда, Р. Макайвер та інші), прихильники другого — від індивіда через взаємодію до суспільства(М. Вебера, Т. Парсонса, Ф. Знанецкого та інші). Крозьє приєднується до веберівської традиції його осмислення.
Суспільство в Крозьє не просто сукупність взаємодій, це-система. Системний характер не дозволяє реформувати його або змінювати через вольове рішення одного або навіть більшості індивідів. Результати колективного зусилля часто виявляються абсолютно протилежними тому, чого хотіли на початку дії його учасники. Виникають так звані «зворотні афекти» або «порочні наслідки» (effetpervers). Вони являють собою неминучий наслідок відносин взаємозалежності між людьми.
Системний характер суспільного устрою дозволяє уникнути жорсткого детермінізму.

## «Ігрові моделі»
Крозьє пропонує виділити "відносно стабільні моделі відносин"і розглядати їх як «ігри».
Люди, стикаючись між собою і взаємодіючи, вступають до переговорних відносини, в результаті чого кристалізуються певні «правила гри».
«Правила гри» об'єктивуються у різних соціальних інститутах та організаціях і в цьому сенсі виступають по відношенню до індивіда як «зовнішні примуси». Через них здійснюється «непряма регуляція» поводжень учасників гри — «акторів»
Поняття «гра» і «правила гри» виконують ще функцію зв'язку між двома автономними, ізольованими підсистемами суспільства — індивідом і соціальним інститутом.
Центральним поняттям концепції суспільства є поняття «колективна тканина»((tissucollectif). «весь ансамбль відносин (від самих спонтанних до самих інстітуірованних), ігор (більш-менш формалізованих), систем професійного, економічного, соціального, культурного обмінів; ансамбль, без якого діяльність індивідів була б неможливою»).
«Колективна тканина» становить головний «капітал» суспільства.
Розвиток телебачення, радіо та інших ЗМІ, їх миттєвість збільшили загальну інформованість людей і тим самим ще більше знизили ймовірність їх соціального примусу. Природним наслідком всіх цих змін стало зменшення можливості контролювати поведінку актора. Хоча він поки не може «пробити пролом в системі», але все ж він влаштовується таким чином, щоб уникнути прямих тисків, і постійно обходить обмеження і примусу системи. Остання стає від цього набагато менше передбачуваної, її традиційні регуляції втрачають свою ефективність.
Зростання обмінів і взаємодій збільшує свободу вибору індивіда, яка докорінно змінює умови переговорів між начальником і підлеглим, зменшує залежність останнього від першого.

## Функціональна школа в західній соціології
Світоглядною основою функціоналізму є еволюціонізм, з ідей якого й виросла структурно-функціональна школа в західній соціології. Відомі два головних відгалуження класичного західного еволюціонізму — еволюціонізм натуралістичного спрямування, близький до біологічної орієнтації, і психоеволюціонізм.
Для натуралістичної еволюційної орієнтації характерна так звана «лінійна» концепція соціальної еволюції. Вона постулює об'єктивний характер безперервного процесу вдосконалення організмів, поступовий і регулярний характер змін. Натуралістичний еволюціонізм відрізняється метафізичної постановкою проблеми первинних «рушійних сил» історії. Розвиток суспільства пояснюється в ньому дією певних факторів, що детермінують, що розуміються як природні об'єктивні сили, що у Крозьє приймає вид якогось містичного руху суспільства в бік більшої складності, або відповіді на «виклик, кинутий складністю».
Соціальна еволюція для Крозьє хоча і суперечлива, але в основному це плавний поступовий і значною мірою автоматичний процес. Крозьє різко засуджує будь-які спроби революційної перебудови, вбачаючи в революціях лише знаряддя руйнування.
Справді, концепція Крозьє зовсім не обмежується односторонньою натуралізацією соціальних сил і чинників на шкоду розумінню історії як процесу людської активності. Він підкреслює, що суспільство є «людським артефактом», визнає значення регуляції і взагалі управління, а також ролі соціальної організації суспільства. він виступає як прихильник реформування сучасного стану речей.
Коливання еволюціонізму Крозьє між двома його формами — натуралістичною і психологічною — зовсім не є антагоністичним протиріччям його теорії та методології і цілком вкладається в логіку історії західної соціології. Переорієнтація на психологічне пояснення соціальних процесів аж ніяк не вимагає негайного розриву з ідеями натуралістичної школи. Мова йде тільки про те, щоб «доповнити» еволюційну схему вивченням психологічних механізмів розвитку і функціонування суспільства. У концепції кризи суспільства Крозьє злиття цих провідних ідей втілилося в своєрідний синтез, названий їм культурно-організаційним аналізом французького бюрократичного суспільства. Методологія функціоналізму в цілому виявилася досить ефективною при дослідженні такої замкнутої підсистеми суспільства, якою є бюрократична система.

## Бюрократична криза
Дослідження «бюрократичного феномену» виділяється центральну проблему основних робіт Крозьє. Воно дає назву докторської дисертації французького соціолога, яка принесла йому популярність не тільки у Франції, а й далеко за її межами
Парадокс виникає з подвійності самого явища бюрократії, яка в зародку намітилася вже в роботах М. Вебера. З одного боку, розвиток бюрократичних процесів є наслідок і прояв раціональності, і в цьому сенсі бюрократія вище інших форм організації. З іншого боку, створюється враження, що організації такого типу процвітають саме завдяки своїм поганим якостям, тобто завдяки тому, що зводять своїх членів до ситуації стандартизації.
У сучасній соціології існує три головних трактування бюрократії.
Перша — традиційно ототожнюється з державною бюрократією, друга- відноситься до веберівської концепції раціоналізації соціальної діяльності, а третя — сприяє популярному її розумінні як розповсюдження рутинних і процедур які гальмують розвиток. Останній, дисфункціональний її сенс Крозьє акцентує. «Дисфункції» сучасного суспільства в кінцевому рахунку зв'язані з проблемами управління, тобто анахронічність сучасних засобів регулювання і контролю, з їх непристосованістю до змінених «умовами гри».
Головним елементом механізму управління є система прийняття рішень, але остання в умовах сучасних західних суспільств є «продукт бюрократичного процесу, що розгортається в організаціях і складних системах».